# Okroug urbain de Dalneretchensk
L'okroug urbain de Dalneretchensk (en russe : Дальнереченский городско́й о́круг, Dalneretchenski gorodskoï okroug) est une subdivision administrative (ville d'importance régionae) et une municipalité (okroug urbain) du kraï du Primorié en Russie. Situé en Extrême-Orient russe dans le kraï de l'Oussouri, il se situe dans le nord du Primorié, et il est frontalier de la Chine. Son centre administratif est la ville de Dalneretchensk, et il compte en tout 5 localités. Sa population s'élevait à 24 891 habitants en 2023.

## Démographie
Recensements (*) ou estimations de la population,:
| 1970*  | 1979*  | 1989*  | 2002*  | 2010*  | 2021*  |
| ------ | ------ | ------ | ------ | ------ | ------ |
| 34 443 | 36 684 | 39 441 | 34 671 | 30 780 | 25 497 |

| 2022   | 2023   | - | - | - | - |
| ------ | ------ | - | - | - | - |
| 25 282 | 24 891 | - | - | - | - |

## Localités
L'okroug urbain de Dalneretchensk comptait au 29 juin 2023 5 localités, dont une ville.
| Liste des localités | Liste des localités | Liste des localités | Liste des localités         | Liste des localités         |
| N°                  | Localité            | Statut              | Population Recensement 2010 | Population Recensement 2021 |
| ------------------- | ------------------- | ------------------- | --------------------------- | --------------------------- |
| 1                   | Grouchevoïé         | village             | 410                         |                             |
| 2                   | Dalneretchensk      | ville               |                             | 23 613                      |
| 3                   | Koltsévoïé          | possoliok           | 301                         |                             |
| 4                   | Krasnoïarovka       | hameau              | 0                           |                             |
| 5                   | Lazo                | village             | 2465                        | 1 685                       |